# Escudo de Quintana Roo
El escudo del estado libre y soberano de Quintana Roo es el escudo de armas del estado mexicano de Quintana Roo.

## Descripción
La descripción oficial del escudo es la siguiente:

Artículo 6º.- El escudo del Estado de Quintana Roo, se compone con las características siguientes: escudo moderno, semirredondo, medio partido y cortado de gules y azur sobre oro, con figura cimera del sol naciente con once haces de rayos en gules y oro. En el cuartel diestro superior caracol estilizado en oro. En el cuartel siniestro superior estrella de cinco puntas en plata. En punta tres triángulos estables sobre Glifo Maya del viento "IK" en sinople. Bordea el emblema en cuarteles y cantones en franja simple.

### Blasonamiento
La siguiente es la traducción al lenguaje heráldico de lo puesto en el artículo 6.º respecto al escudo de estado de Quintana Roo.

Escudo medio partido y cortado; 1º de gules, caparazón de caracol de oro; 2º de azur, estrella de cinco puntas de plata; 3º de oro, tres pinos de sinople, acompañados del glifo maya "ik". Por cimera un sol naciente de gules con once rayos de oro.

Nota: El glifo ik es igual a la tau, pero el escudo oficial usa una versión más ancha.

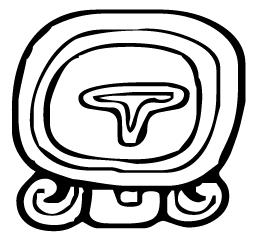
Glifo maya del viento

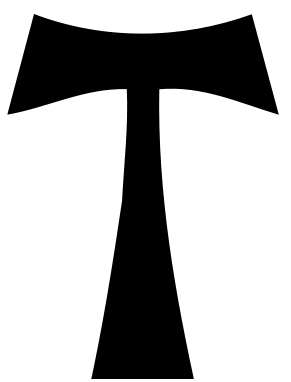
Cruz de tau, es una cruz con la forma de la letra griega Tau

## Significado
El número de rayos solares representa el número de municipios del estado. En un principio fueron siete:1- Cozumel,2- Felipe Carrillo Puerto, 3-Isla Mujeres,4- Othón P. Blanco,5- Benito Juárez,6- José María Morelos y 7- Lázaro Cárdenas. En 1993 se agrega un rayo solar más debido a la formación del municipio de Solidaridad; en el 2008 los rayos solares se convierten en nueve por la creación del municipio de Tulum; en 2010 se llegó a los diez rayos por la creación de municipio de Bacalar. Cuando se creó  el municipio de Puerto Morelos, se añadió un rayo más al escudo.
El glifo maya del viento que representa a los huracanes que constantemente amenazan nuestras costas y que simboliza el punto cardinal del sur, así como también el interior de la tierra y del mar. 
La estrella de la mañana representa a isla mujeres y significa despertar, surgir, renacer así como el punto cardinal norte. 
El rojo, representan la situación geográfica del Estado, al sureste de México. El actual escudo es obra del artista Elio .
Los tres triángulos verdes representan la riqueza forestal del estado.
Los colores que se usan representan a los cuatro puntos cardinales según los mayas: el rojo es el este, el amarillo es el sur, el azul es el oeste y el blanco es el norte...

## Diseño a Través de los años
1927.- Durante el gobierno del general José Siurob Ramírez, fue diseñado y esculpido el escudo oficial del Territorio de Quintana Roo. El artista fue el escultor italiano Gaetano Maglioni quien grabó el escudo en la cara sur de la torre del reloj que por muchos años estuvo en la avenida Héroes de la antigua ciudad de Payo Obispo, hoy Chetumal.
1936.- Nuevo escudo que se realizó en el gobierno del general Rafael E. Melgar. El monograma no perdió la esencia del primero. Fueron suprimidos los tres medios círculos y se dibujaron en su lugar unas características grecas mayas.
1978.- El artista chetumaleño Elio Carmichael diseña el escudo de Quintana Roo, con modificaciones notables, pero significativo el cambio constitucional que se había tenido en 1974 cuando el Territorio pasa a la categoría de Estado.

### Fundación de nuevos municipios[1]

Escudo de Quintana Roo con 8 haces

1 de enero de 1994.- Al crearse el municipio de Solidaridad, se agrega un haz al escudo de Quintana Roo, quedando con ocho haces.
3 de julio de 2008.- Al crearse el municipio de Tulum, se agrega un nuevo haz al escudo de Quintana Roo, quedando con nueve haces.

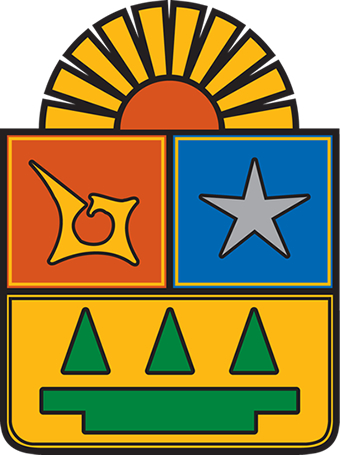
Escudo de Quintana Roo con 10 haces

26 de febrero de 2011.- Al crearse el municipio de Bacalar, se agrega un nuevo haz al escudo de Quintana Roo, quedando con diez haces.
6 de enero de 2016.- Al crearse el municipio de Puerto Morelos, se agrega un nuevo haz al escudo de Quintana Roo, quedando con once haces, siendo el que se usa actualmente.